# Ferran Falcó i Isern
Ferran Falcó i Isern (Badalona, 31 de juliol de 1969) ha estat un polític català, militant de Convergència Democràtica de Catalunya, regidor a l'Ajuntament de Badalona (2003-2016) i diputat al Parlament de Catalunya per Convergència i Unió (2011-2015). El 2021 va passar a treballar en el sector privat.

## Biografia
Casat i pare de dues filles. Llicenciat en Història Moderna per la Universitat de Barcelona, màster en comunicació i noves tecnologies per la Universitat Abat Oliba CEU, i amb diversos postgraus, entre ells un en comunicació política i electoral per la Universitat Autònoma de Barcelona. A més a més, està diplomat en direcció estratègica de la comunicació, i funció gerencial a l'administració pública per ESADE.
Milità a CDC des de l'any 1987. Inicià la seva trajectòria a la Joventut Nacionalista de Catalunya. De 1996 a 1999 treballà a la secretaria d'Organització de CDC. Va ser regidor a l'Ajuntament de Badalona des del 2003 fins a 2016, i president del grup municipal local de Convergència i Unió des del mateix any. Falcó també va presidir la Federació de Barcelona Comarques de CDC.
Durant el mandat entre 2007-2011 fou primer tinent d'alcalde i regidor del districte 6 de Badalona. Durant aquesta etapa, Falcó va impulsar l'aprovació de l'Ordenança de Civisme a la ciutat, que incloïa sancions més dures contra accions incíviques a la via pública, l'ampliació de la plantilla de la Guàrdia Urbana en tres promocions fins als setanta-un nous agents, que va permetre la creació d'unitats especialitzades com la Unitat de Civisme (UCI), la Unitat de Convivència (UCO), o la Unitat de Comer (UCOM), així com la modernització del sistema informàtic de l'Ajuntament i la creació d'un nou portal web basat en el principi de l'Open Data.
Falcó va estar imputat en el cas ADIGSA, tot i que sempre va remarcar que no coneixia les pràctiques que presumptament es duien a terme a l'empresa. El setembre de 2013, el Tribunal Superior de Justícia de Catalunya (TSJC) va arxivar la causa contra ell. Vuit anys i mig després de la seva imputació, el tribunal considerava que no hi havia cap indici ni fonament per a mantenir el polític badaloní en el procés, que continuava pendent d'obertura de judici. Falcó va manifestar el seu agraïment pel suport rebut durant els més de vuit anys i mig en què va estar imputat. El 14 de gener de 2016 va ser nomenat secretari general de Territori i Sostenibilitat del nou govern català, amb això va deixar el càrrec de regidor a l'Ajuntament de Badalona.
Com a diputat al Parlament de Catalunya va presidir la comissió de Benestar Social, i va exercir de portaveu de CiU a la comissió d'estudi sobre el final de les caixes d'estalvi, a més de ser ponent de la llei que gravava els pisos buits, entre altres responsabilitats.
Com a secretari general del Departament de Territori i Sostenibilitat va estar sota la direcció dels consellers Josep Rull i Andreu i Damià Calvet i Valera, i entre altres responsabilitats, va presidir la comissió de liquidació del contracte d'Aigües Ter-Llobregat, la comissió d'impuls a la metodologia BIM (de l'anglès building Iinformation modelling, modelatge d'informació de construcció), i va ocupar-se de la renovació dels contractes-programa de l'Institut Cartogràfic i Geològic de Catalunya, del Centre Internacional de Mètodes Numèrics, i del Centre de Recerca Ecològica i Aplicacions Forestals.
El 27 de maig de 2021 va cessar com a secretari general del Departament de Territori i Sostenibilitat i es va incorporar a l'empresa privada. És president de CIMNE Tecnologia SA.